# Rahinnane Castle
Rahinnane Castle (irisch Caisleán Ráthanáin) ist die Ruine eines Tower House etwa 1,7 Kilometer nordwestlich von Ventry im Westteil der Dingle-Halbinsel im irischen County Kerry. Die Burgruine gilt als National Monument.

## Geschichte
Ein Ráth an dieser Stelle wurde im 7. oder 8. Jahrhundert v. Chr. errichtet. Der irisch-gälische Name war ursprünglich Ráth Fhionnáin, deutsch: „Finans Ráth“.
Die örtliche Sage berichtet, dass dieses Stück Land das letzte war, das von den Wikingern gehalten wurde, weil es so leicht zu verteidigen war.
Das steinerne Tower House wurde im 15. oder 16. Jahrhundert für die FitzGeralds errichtet, die den erblichen Titel der Knights of Kerry trugen.
1602, gegen Ende des neunjährigen Krieges, wurde die Burg von den Truppen unter Leitung von Sir Charles Wilmot, 1. Viscount Wilmot, eingenommen. Während der Rückeroberung Irlands (1649–1653) wurde sie in Ruinen gelegt.

## Beschreibung

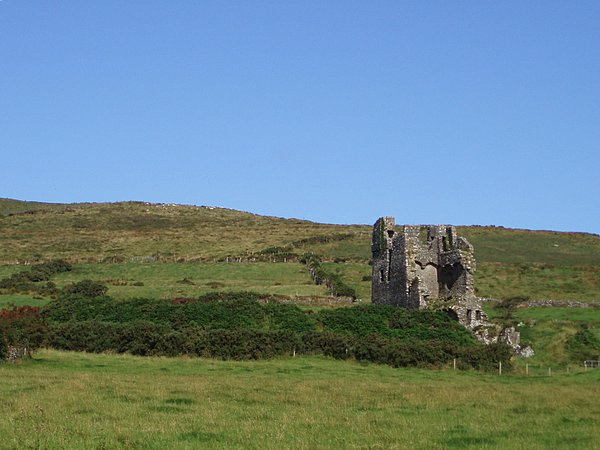
Eine weitere Ansicht der Ruine

Das alte, runde Erdwerk hatte einen 9 Meter tiefen Graben, einen Eingang im Südwesten und ein Souterrain im Südosten.
Die Burg war rechteckig und drei Stockwerke hoch. Der größte Teil der Außenmauern ist erhalten geblieben; innen kann man noch eine Treppe in der Mauer sehen, ebenso Gewölbe und eine Blendarkade. Es gibt auch zwei Ecktourellen.